# Alla Epifánova
Alla Epifánova, née le 2 décembre 1976 à Togliatti est une ancienne coureuse cycliste russe, spécialiste de VTT cross-country.

## Palmarès en VTT

### Jeux Olympiques
- Atlanta 1996
  - 14e du VTT cross-country
- Sydney 2000
  - 4e du VTT cross-country

### Championnats du monde
- Cairns 1996
  - 9e au championnat du monde de cross-country
- Château-d'Œx 1997
  - 10e au championnat du monde de cross-country
- Kaprun 2002
  - 10e au championnat du monde de cross-country

### Coupe du monde
- Coupe du monde de descente
  - 9e en 1998
  - 9e en 1999
  - 8e en 2000

### Championnats d'Europe
- 1997
  -  Médaillée d'argent de cross-country
- 2002
  - 4e de cross-country

### Autres
- 2000
  - 3e de Canmore - cross-country (coupe du monde)
- 2003
  - Münsingen

## Palmarès en cyclo-cross
- 2000
  - 7e du championnat du monde de cyclo-cross

## Palmarès sur route
- 1993
  - 7e du championnat du monde sur route juniors
- 1994
  -  Médaillée d'argent du championnat du monde sur route juniors
- 1995
  - 5e du championnat d'Europe sur route juniors

### Résultat sur le Tour d'Italie
- 1994 : 35e